# Андріївка (Білоцерківський район)
Андрі́ївка — село в Україні, у Білоцерківському районі Київської області. Входить до складу Фурсівської сільської громади. Населення становить 24 особи.
| Україна | Це незавершена стаття з географії України. Ви можете допомогти проєкту, виправивши або дописавши її. |